# Rakul Preet Singh (actriz)
Rakul Preet Singh, nacida el 10 de octubre de 1990, es una actriz de la India que se destaca en la industria cinematográfica hindi, telugu y tamil. Su talento ha sido reconocido con diversos premios, entre ellos el South Indian International Movie Award, y ha sido nominada en cuatro ocasiones a los premios Filmfare Awards South.
Singh dio sus primeros pasos como actriz con su debut en la película en kannada, "Gilli" (2009). Luego incursionó en el cine telugu y tamil con películas como "Keratam" (2011), "Thadaiyara Thaakka" (2012) y "Venkatadri Express" (2013). Posteriormente, participó en una serie de películas en tamil y telugu, entre las que se incluyen "Loukyam" (2014), "Pandaga Chesko" (2015), "Sarrainodu" (2016), "Dhruva" (2016), "Nannaku Prematho" (2016), "Rarandoi Veduka Chudham" (2017), "Spyder" (2017), "Theeran Adhigaaram Ondru" (2017) y "Ayalaan" (2024).
Singh debutó en el cine hindi con la comedia dramática "Yaariyan" (2014). A partir de finales de la década de 2010, se ha centrado principalmente en películas hindi, como la comedia romántica "De De Pyaar De" (2019), el drama "Runway 34" (2022) y la sátira "Doctor G" (2022).

## Primeros años de vida
Rakul Preet Singh nació el 10 de octubre de 1990 en Nueva Delhi, en el seno de una familia punjabi sij. Realizó sus estudios en la Escuela Pública del Ejército, Dhaula Kuan, y posteriormente obtuvo una licenciatura en matemáticas en el Jesus and Mary College. Su padre, Kulwinder Singh, era un oficial del ejército, mientras que su madre se llama Rajender Kaur. Además, tiene un hermano menor llamado Aman Preet Singh, quien está preparando su debut en Bollywood con la película "Ram Rajya".

## Carrera

### Debut y primeros roles (2009-2014)
Singh, quien desde siempre había alimentado el sueño de ser actriz, inició su trayectoria como modelo a los 18 años, mientras aún cursaba sus estudios universitarios. En 2009, dio sus primeros pasos como actriz en la película kannada "Gilli", una nueva versión de "7G Rainbow Colony" de Selvaraghavan. Inicialmente, se unió al proyecto con la intención de ganar algo de dinero extra, sin darse cuenta de la magnitud del cine del sur de la India. Sin embargo, recibió elogios de la crítica por su desempeño en la película, antes de regresar para completar sus estudios y participar en el certamen Femina Miss India 2011. En este certamen, además de ganar el premio People's Choice Miss Indiatimes, se llevó cuatro subtítulos, incluyendo Pantaloons Femina Miss Fresh Face, Femina Miss Talented, Femina Miss Beautiful Smile y Femina Miss Beautiful Eyes.
En 2011, hizo su regreso al cine junto a Siddharth Rajkumar en "Keratam", que se estrenó tanto en telugu como en tamil. Sin embargo, los críticos señalaron que su papel en la película fue breve. Además, la película se realizó en tamil con el título "Yuvan", con el mismo elenco pero bajo la dirección de otro director. Al año siguiente, en 2012, tuvo un papel secundario en la película tamil "Thadaiyara Thaakka".
En enero de 2013, apareció en la película tamil titulada "Puthagam". Luego, en noviembre del mismo año, protagonizó "Venkatadri Express" en telugu, la cual se convirtió en un éxito comercial. Esta película le valió su primera nominación como Mejor Actriz en la 61ª edición de los Filmfare Awards South.
En 2014, hizo su debut en un papel protagónico en hindi con la película "Yaariyan", dirigida por Divya Kumar. Posteriormente, protagonizó su tercera película en tamil, "Yennamo Yedho". Durante mediados de 2014, estuvo trabajando simultáneamente en tres películas en telugu, dirigidas por Sriwass, G. Nageswara Reddy y Gopichand Malineni. "Loukyam" de Sriwass y "Current Theega" de G. Nageswara Reddy fueron sus siguientes lanzamientos. Recibió elogios de la crítica por sus actuaciones en ambas películas, y 123Telugu mencionó que estaba "gradualmente convirtiéndose en una actriz estrella". Además, recibió su segunda nominación como Mejor Actriz en la 62ª edición de los Filmfare Awards South. Su siguiente película lanzada fue "Pandaga Chesko", en la que actuó junto a Ram Pothineni y dirigida por Gopichand Malineni.

### Avance en el cine telugu y más (2015-2018)
Después, Singh fue elegida como protagonista femenina en media docena de películas, cuatro de las cuales son destacadas producciones telugu: "Kick 2" de Surender Reddy, donde actuó junto a Ravi Teja, "Bruce Lee" de Srinu Vaitla, en la que compartió escenas con Ram Charan, "Nannaku Prematho" de Sukumar, protagonizada por Jr. Ntr, y "Sarrainodu" de Boyapati Srinu, junto a Allu Arjun. Su actuación en estas películas le valió su primer premio a la Mejor Actriz (Telugu) en la sexta edición de los Premios Internacionales de Cine del Sur de la India. En enero de 2016, firmó para la película "Jaya Janaki Nayaka" bajo la dirección de Boyapati Srinu, junto a Bellamkonda Sreenivas. En febrero del mismo año, se unió al elenco de "Dhruva" de Surender Reddy, donde compartió pantalla nuevamente con Ram Charan.
A principios de marzo de 2016, firmó por primera vez para la película "Winner" de Gopichand Malineni, en la que compartió protagonismo con Sai Dharam Tej. Luego, a principios de julio de 2016, se unió al elenco de la película bilingüe dirigida por AR Murugadoss, junto a Mahesh Babu, titulada "Spyder". En septiembre de 2016, firmó otra película en telugu titulada "Rarandoi Veduka Chudham", dirigida por Kalyan Krishna y protagonizada junto a Naga Chaitanya. La película se estrenó el 26 de mayo y resultó ser un gran éxito de taquilla.

En diciembre de 2016, firmó para su próxima película titulada "Theeran Adhigaaram Ondru", en la que actuó junto a Karthi. Después de un breve descanso en películas hindi, regresó con "Aiyaary", dirigida por Neeraj Pandey, donde compartió pantalla con Sidharth Malhotra. La película se estrenó en febrero.

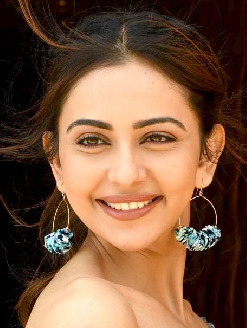
Singh durante las promociones de De De Pyaar De en 2019

### Fluctuaciones profesionales (2019-presente)
En 2019, asumió un papel invitado en "NTR: Kathanayakudu", donde interpretó a Sridevi, junto a Nandamuri Balakrishna. Luego, protagonizó el papel principal femenino en "Dev", junto a Karthi por segunda vez. Además, apareció con Ajay Devgn y Tabu en la comedia romántica de Bollywood de Luv Ranjan, "De De Pyaar De", lanzada el 17 de mayo de 2019. El mismo mes, participó en "NGK" de Selvaraghavan, junto a Suriya. Su quinto lanzamiento de 2019 fue en una película de comedia romántica en telugu, "Manmadhudu 2", producida por Nagarjuna Akkineni y dirigida por Rahul Ravindran. Ese mismo año, también actuó en el drama de acción "Marjaavaan" de Milap Milan Zaveri, donde compartió pantalla con Ritesh Deshmukh, Sidharth Malhotra y Tara Sutaria.
En 2021, Singh protagonizó la película "Check", dirigida por Chandra Sekhar Yeleti, junto a Nithiin, y también apareció en "Sardar Ka Grandson" junto a Arjun Kapoor. Su película en telugu "Konda Polam", dirigida por Krish y protagonizada junto a Panja Vaisshnav Tej, se estrenó el 8 de octubre. En su reseña sobre la película, Neeshita Nyayapati de The Times of India escribió sobre Singh: "Rakul es una delicia como Obu y el doblaje de su personaje parece casi perfecto, encajando perfectamente en la piel del personaje. Ella es un rayo de sol en una película por lo demás apagada".
Su primer lanzamiento en 2022 llegó con la película de acción "Attack", donde compartió créditos con John Abraham y Jacqueline Fernandez, bajo la dirección debutante de Lakshya Raj Anand. La película recibió críticas mixtas. A esto le siguió el lanzamiento de "Runway 34", en la que actuó junto a Ajay Devgn y Amitabh Bachchan. Ambas películas resultaron ser fracasos comerciales. Además, apareció en la comedia dirigida por Indra Kumar, "Thank God", junto a Devgn y Sidharth Malhotra, que también fue un fracaso de taquilla. Su siguiente lanzamiento fue "Doctor G", dirigida por Anubhuti Kashyap, en la que compartió pantalla con Ayushmann Khurrana. "Doctor G" recibió críticas positivas y tuvo un desempeño promedio en taquilla. Además, Rakul también trabajó con Akshay Kumar en "Cuttputtli", que se lanzó en Disney+ Hotstar.
Su primer lanzamiento en 2023 fue la película de animación social familiar "Chhatriwali", dirigida por Tejas Prabha Vijay Deoskar. La película fue lanzada en Zee5 y recibió elogios de la crítica por su actuación. The Hindu destacó que Singh "brilla" en su papel. A esto le siguieron "Boo" y "I Love You", ambas lanzadas en JioCinema.

Singh tiene cuatro películas próximas en diversas etapas de producción. Ha firmado para dos películas en tamil: la película de acción y justicieros "Indian 2" de S. Shankar y la película de ciencia ficción "Ayalaan" junto a Sivakarthikeyan. También está involucrada en un proyecto bilingüe tamil-telugu titulado "31 de octubre Ladies Night". Actualmente está filmando "Meri Patni Ka Remake" de Mudassar Aziz, donde comparte pantalla con Arjun Kapoor y Bhumi Pednekar.

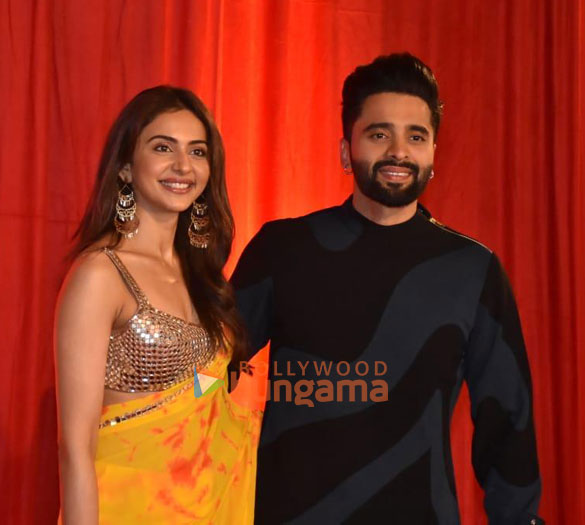
Singh con su esposo Jackky Bhagnani, en 2022

## Vida personal
En 2021, Singh confirmó su relación con el actor y productor Jackky Bhagnani. El 21 de febrero de 2024, Singh se casó con Bhagnani en una ceremonia de boda tradicional hindú en Goa. Desde 2020, Singh reside en Hyderabad y también posee una casa en Mumbai.

## Otros trabajos e imagen mediática.

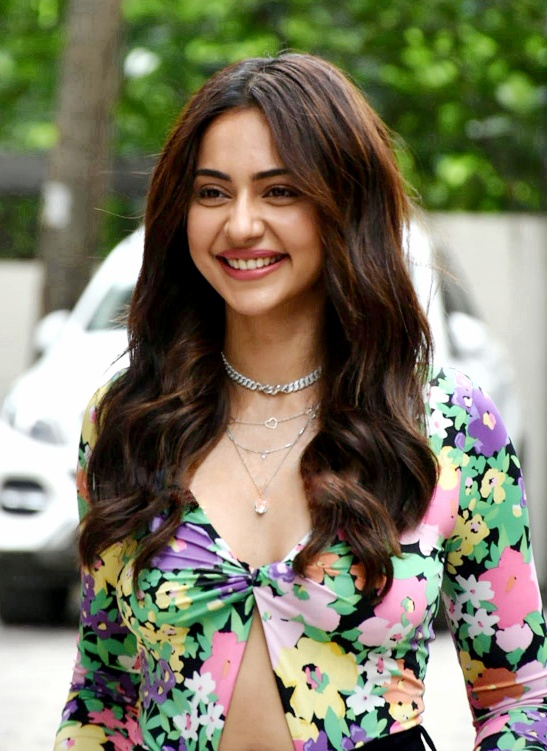
Singh en 2022

Singh es ampliamente reconocida como una de las actrices más populares del cine telugu. En 2021, ocupó el puesto 17 entre las estrellas más influyentes de Forbes India en Instagram en la industria cinematográfica del sur. Tanisha Bhattacharya de Filmfare elogió su "filmografía impresionante", destacando que sus roles principales demuestran su talento y su capacidad para ser una actriz rentable. Pratiksha Acharya de Grazia comentó que Singh ha logrado establecerse como una figura destacada tanto en el cine del sur de la India como en Bollywood, convirtiéndose rápidamente en una fuerza a tener en cuenta.
Singh ha sido una presencia constante en la lista de las 50 mujeres más deseables del Times. En 2018, ocupó el puesto 34, subiendo al puesto 24 en 2019 y alcanzando el puesto 14 en 2020. En la lista de las 30 mujeres más deseables de Hyderabad Times, obtuvo el noveno lugar en 2018, el séptimo en 2019 y el cuarto en 2020. Además, ocupó el puesto 11 en 2018 y el 12 en 2019 entre las 30 mujeres más deseables del Chennai Times.
Singh es una destacada celebridad que respalda marcas y productos como Eva, Liberty Shoes y AccessHer. En 2017, fue nombrada embajadora de la marca Beti Bachao, programa Beti Padhao por el Gobierno de Telangana. También se desempeñó como mentora de la Zona Sur durante el concurso Femina Miss India 2018. Además, ha participado en el desfile benéfico de moda de Lakshmi Manchu para la ONG "Teach for Change". Durante la crisis de Covid-19, brindó alimentos a entre 200 y 250 familias en un barrio pobre de Gurugram y organizó una campaña de financiación colectiva para recaudar fondos para la ayuda de Covid.
Singh tiene una franquicia activa de tres gimnasios de entrenamiento funcional de F45 Training. Dos de ellos están ubicados en Hyderabad, en los suburbios de Gachibowli y Kokapet, mientras que el tercero está en Visakhapatnam.
En 2021, Singh cofundó y lanzó una aplicación llamada "Starring You", junto con su hermano Aman. Esta aplicación ayuda a los aspirantes a superar los obstáculos de las distancias y los límites físicos en su búsqueda de oportunidades en la industria del entretenimiento.